# Wings over America
Wings over America — потрійний концертний альбом британського музиканта Пола Маккартні і його гурту Wings, записаний у 1976 році під час концертного туру в США в рамках світового турне Wings over the World Tour. Це восьмий музичний альбом Маккартні й шостий альбом Wings. Це також єдиний концертний альбом гурту і третій потрійний альбом виданий одним із колишніх учасників The Beatles. 
У платівку війшли композиції з репертуару Wings, The Beatles і The Moody Blues (колишнього гурту Денні Лейна). Окрім Маккартні солістами виступили Лейн і соло-гітарист гурту Джиммі Маккала.
Wings over America здобув успіх, зайнявши 1-е місце в національному хіт-параді США і 8-ме місце у Великій Британії. Було продано кілька мільйонів копій платівки.
У 1984 році альбом був перевиданий на подвійному компакт диску на лейблі Columbia/CBS Records.
14 квітня 2008 Wings over America був випущений на iTunes.

## Список композицій

#### Сторона 1
Усі пісні написано Полом Маккартні, крім спеціально позначених.
1. «Попурі : Venus And Mars/Rock Show/Jet»   — 11:15
2. «Let Me Roll It»   — 3:40
3. «Spirits Of Ancient Egypt»   — 3:59
4. «Medicine Jar» (Маккала/Аллен)  — 3:57
  - Соліст — Джиммі Маккала

#### Сторона 2
1. «Maybe I'm Amazed»   — 5:10
2. «Call Me Back Again»   — 5:04
3. «Lady Madonna»   — 2:19
4. «The Long And Winding Road» (Леннон/Маккартні)  — 4:13
5. «Live And Let Die»  — 3:07

#### Сторона 3
1. «Picasso's Last Words»   — 1:55
2. «Richard Cory» (Пол Саймон)  — 1:52
  - Соліст — Денні Лейн
3. «Bluebird»  — 3:37
4. «I've Just Seen A Face» (Леннон/Маккартні)  — 1:49
5. «Blackbird» (Леннон/Маккартні)  — 2:23
6. «Yesterday» (Леннон/Маккартні)  — 1:43 (сторона завершується довгими оплесками аудиторії)

### Сторона 4
1. «You Gave Me The Answer»  — 1:47
2. «Magneto And Titanium Man»  — 3:11
3. «Go Now» 	(Бенкс/Беннет)  — 3:27
  - Соліст — Денні Лейн
4. «My Love»   — 4:07
5. «Listen To What The Man Said»   — 3:18

### Сторона 5
1. «Let 'Em In»   — 4:02
2. «Time To Hide» (Лейн)  — 4:46
  - Соліст — Денні Лейн
3. «Silly Love Songs»   — 5:46
4. «Beware My Love»   — 4:49

### Сторона 6
1. «Letting Go»   — 4:25
2. «Band On The Run»   — 5:03
3. «Hi Hi Hi»  — 2:57
4. «Soily»  — 5:10

## Учасники запису
- Пол Маккартні — основний вокал, гітара, бас-гітара, клавішні
- Лінда Маккартні — клавішні, вокал
- Денні Лейн — гітара, бас-гітара, клавішні, гармоніка, вокал
- Джо Інгліш — ударні, вокал, перкусія
- Джиммі Маккала — соло-гітара, вокал
- Тоні Дорсі — тромбон, перкусія
- Гауї Кейсі — саксофон, перкусія
- Стів Говард — труба, ріжок, перкусія
- Тадеус Річард — саксофон, кларнет, перкусія

## Позиції в хіт-парадах
| Рік  | Чарт                 | Позиція |
| ---- | -------------------- | ------- |
| 1977 | Billboard 200 (США)  | 1       |
| 1977 | Норвезький хіт-парад | 7       |